# 4교시 추리영역
"4교시 추리영역"(영어: 4th Period Mystery)은 2009년 개봉한 대한민국의 영화이다.

## 줄거리
정훈(유승호)은 학교에서 최고의 학생이다. 그의 라이벌인 태규(조상근)는 언어적으로나 신체적으로나 그를 쓰러뜨릴 기회를 놓치지 않으며, 두 사람은 다른 학생들 사이에서 공공연한 적이다. 어느 날 오후 태규가 정훈을 너무 심하게 밀어붙이자, 정훈은 칼로 태규를 위협하고 이 장면은 다른 학생에게 목격된다. 정훈은 그 상황을 피하지만, 4교시 수업이 시작된 직후 태규가 죽어 있는 것을 발견한다. 태규는 칼에 여러 번 찔려 있었고, 여전히 충격 상태인 정훈은 근처 책상에 놓인 피 묻은 칼을 집어 든다. 바로 그때 다정(강소라)이 나타나 그를 매우 불리한 상황에서 붙잡는다. 다행히도 그녀는 그의 무죄를 믿을 뿐만 아니라, 미스터리를 풀고 진짜 살인자를 잡는 것을 돕겠다고 제안한다. 이 임무는 40분 안에 나머지 반 학생들이 돌아와 시체를 발견하게 될 것이라는 사실 때문에 특히 긴급해진다. 두 사람은 살인자를 찾아 나서고 곧 거의 모든 사람이 용의자이며, 더욱 불안하게도 살인자가 이제 그들 또한 노리고 있다는 것을 알게 된다.

## 캐스팅
- 유승호 : 한정훈 역
- 강소라 : 이다정 역
- 조상근 : 문제아, 김태규 역
- 전준홍 : 병수 역 - 교사. 엠비씨
- 정석용 : 노총각 교사 강국만 역
- 박철민 : 한강만 (미친개) 역 - 교사
- 이영진 : 도서관 관리 사서 상미 역
- 김동범 : 정의의 친구, 도일 역
- 이찬호 : 탁트인 역
- 민경진 : 교장 역
- 안치용 : 장학사 역
- 임수향 : 임수향 역 - 팬1
- 윤지영 : 윤지영 역 - 팬2
- 김영웅 - 국사선생 역
- 류병길 : 태규라인1 역
- 강민후 : 태규라인2 역
- 이은영 : 피구녀 역
- 이정은 : 여학생 1 역
- 김지은 : 여학생 2 역
- 이혜린 : 여학생 3 역
- 정세현 : 노래방 여학생 1 역
- 서하 : 노래방 여학생 2 역
- 김대정 : 노래방 여학생 3 역
- 이샛별 : 비명녀 1 역
- 신유라 : 비명녀 2 역
- 안현빈 : 체육선생 역
- 오미혜 : 음악선생 역
- 한재상 : 국어선생 역
- 임찬우 : 경비원 역
- 김호연 : 옆반 선생 역
- 최인숙 : 장학사 여비서 역
- 임사랑 : 김유리 역
- 이종환 : 반장 역
- 조윤희 : 홍주희 역 - 교사 (특별출연)